# Rudolf Serkin
Rudolf Serkin (Eger, 28 maart 1903 - Guildfort, 8 mei 1991) was een Amerikaans pianist. 
Serkin werd geboren in Bohemen als vijfde kind in een gezin van acht kinderen. Hij studeerde piano in Wenen bij Richard Robert, en compositie bij Joseph Marx en Arnold Schönberg. Hij trouwde met de dochter van de violist Adolf Busch en werd diens vaste begeleider.
In 1939 emigreerde hij naar de Verenigde Staten en werd daar docent aan het Curtis Institute te Philadelphia en in 1968 directeur van deze instelling. 
Serkin was ook actief als componist, en componeerde onder meer een strijkkwartet.
Zijn zoon Peter Serkin was eveneens een befaamd klassiek pianist. 
- Biblioteca Nacional de España: XX852177
- Bibliothèque nationale de France: cb138996715 (data)
- CiNii: DA04096351
- Gemeinsame Normdatei: 117466964
- Historisch woordenboek van Zwitserland: 026938
- International Standard Name Identifier: 0000 0001 0872 6058
- Library of Congress Control Number: n81022286
- Nationale Bibliotheek van Letland: 000296888
- MusicBrainz: 005da96d-67fb-4723-ad78-b0571b6ce076
- National Archives and Records Administration: 10568033
- Nationale Bibliotheek van Tsjechië: jn20030902006
- Nationale Bibliotheek van Israël: 987007300404805171
- Nationale Bibliotheek van Polen: a0000002577297
- Nederlandse Thesaurus van Auteursnamen: 070301328
- Istituto Centrale per il Catalogo Unico: TO0V076770
- SNAC: w6fx77pp
- Système universitaire de documentation: 088520579
- Virtual International Authority File: 14959597
- WorldCat: E39PBJbRq9YHkKRGQCbmXDvCQq